# Guangning
| Kreis Guangning     | Kreis Guangning   |
| ------------------- | ----------------- |
| Provinz:            | Guangdong         |
| Bezirksfreie Stadt: | Zhaoqing          |
| Einwohner:          | 408.112 (2020)    |
| Postleitzahl:       | 526300            |
| Vorwahl:            | 0758              |
| Kfz-Kennzeichen:    | 粤 H              |
| Fläche:             | 2.455 km²         |
| Bevölkerungsdichte: | 166 Einwohner/km² |
| Karte               |                   |
|                     |                   |

Guangning (广宁县,  Guǎngnìng xiàn) ist ein Kreis in der südchinesischen Provinz Guangdong. Er liegt am Sui-Fluss (绥江) im Nordwesten Guangdongs und gehört zum Verwaltungsgebiet der bezirksfreien Stadt Zhaoqing. Sitz der Kreisregierung ist die Großgemeinde Nanjie (南街镇).

## Geographie
Die Oberflächengestalt des Kreises Guangning ist generell bergig. Der Sui-Fluss durchquert den Kreis von Nordwesten nach Südosten. Daneben durchfließen der Gushui-Fluss (古水河), der Yonggu-Fluss (永固河) und der Jinchang-Fluss (金场河) den Kreis und sie alle münden in den Sui-Fluss. Das Klima ist subtropisch; die durchschnittliche Januartemperatur liegt bei 12,5 °C, die durchschnittliche Julitemperatur bei etwa 28,5 °C. Die jährliche Niederschlagsmenge liegt bei etwa 1750 mm.

## Wirtschaft
Mit einem BIP pro Kopf von rund 8 150 RMB im Jahr 2002 liegt Guangning bezüglich des Einkommens deutlich unter dem Provinzdurchschnitt von Guangdong.
Wirtschaftliche Bedeutung hat der Abbau von Tantal, Niob, Gold, Tonerde, Granit und etwa 20 weiteren Mineralien; bezüglich der Tantal-Niob-Gewinnung ist Guangning unter den wichtigsten Regionen ganz Chinas. Aus den Wäldern Guangnings wird vor allem Bambus verschiedenster Sorten gewonnen, der Bezirk trägt auch den Beinamen Heimat des Bambus.
Innerhalb Guangdongs ist der Kreis Guangning ein wichtiger Nahrungsmittelproduzent. Neben Reis werden Zuckerrohr, Erdnüsse, Cassava- und ähnliche Wurzeln, Tabak, Tee, Früchte, Pflanzen für die traditionelle chinesische Medizin und Maulbeeren angebaut.
Die Industrie beruht vor allem auf der Verarbeitung von Holz und Bambus, daneben werden chemische Produkte, Stärke, Industriekeramik, Papier und Druckfarben hergestellt.

## Verwaltung
Der Kreis Guangning ist Teil der bezirksfreien Stadt Zhaoqing. Benachbart sind der Kreis Huaiji im Nordwesten, die Kreise Yangshan und Qingxin (beide Teil der bezirksfreien Stadt Qingyuan) im Norden und Nordosten, die kreisfreie Stadt Sihui im Osten, sowie die kreisfreie Stadt Gaoyao und der Kreis Deqing im Süden. Der Kreis setzt sich aus 17 Großgemeinden zusammen:
- Großgemeinde Nanjie (南街镇), Sitz der Kreisregierung;
- Großgemeinde Chikeng (赤坑镇);
- Großgemeinde Beishi (北市镇);
- Großgemeinde Jiangtun (江屯镇);
- Großgemeinde Lianhe (联和镇);
- Großgemeinde Tanbu (潭布镇);
- Großgemeinde Paisha (排沙镇);
- Großgemeinde Shijian (石涧镇);
- Großgemeinde Binheng (宾亨镇);
- Großgemeinde Hengshan (横山镇);
- Großgemeinde Wuhe (五和镇);
- Großgemeinde Muge (木格镇);
- Großgemeinde Zhouzi (洲仔镇);
- Großgemeinde Gushui (古水镇);
- Großgemeinde Kengkou (坑口镇);
- Großgemeinde Luogang (螺岗镇);
- Großgemeinde Shiju (石咀镇).

## Verkehr
Guangning ist verkehrstechnisch nicht gut angebunden, die nächste Autobahn führt südlich am Kreis vorbei. Landstraßen, die teils in keinem guten baulichen Zustand sind, verbinden den Kreis mit seinen Nachbarn. Eine Eisenbahnanbindung gibt es nicht, jedoch kleine Häfen am Sui-Fluss.